# Christine Moore
Christine Moore ist eine US-amerikanische Regisseurin. Sie führte Regie bei Episoden der Fernsehserien The Wire, Treme, CSI: NY, CSI: Miami, CSI: Vegas und vielen anderen.

## Leben
Moore begann ihre Arbeit an The Wire als Script Supervisor für die erste Staffel. Für die zweite sowie die dritte Staffel konnte sie den Job wiederbekommen. Ihr Regiedebüt gab sie 2004 bei der ersten Folge der dritten Staffel von The Wire. Das nächste Mal führte sie 2006 Regie bei der zweiten Episode der vierten Staffel. Claire Cowperthwaite übernahm Christines Rolle als Script Supervisor. Show Runner David Simon lobte Moore als eine Regisseurin mit ausgeprägtem Feingefühl für Comedy.

## Filmografie (Auswahl)
- 2004–2006: The Wire (Fernsehserie, 2 Folgen)
- 2006: Criminal Intent – Verbrechen im Visier (Law & Order: Criminal Intent, Fernsehserie, Folge 6x06 „Maskerade“)
- 2006–2013: CSI: NY (Fernsehserie, 11 Folgen)
- 2007: CSI: Miami (Fernsehserie, Folge 6x06 „Wölfe zur Sonnenfinsternis“)
- 2007: Jericho – Der Anschlag (Jericho, Fernsehserie, Folge 1x17 „Sie oder Wir“)
- 2008: The Cleaner (Fernsehserie, Folge 1x03 „Meet the Joneses“)
- 2009: Three Rivers Medical Center (Three Rivers, Fernsehserie, Folge 1x04 „Code Green“)
- 2009: The Beast (Fernsehserie, Folge 1x03 „Nadia“)
- 2010: Treme (Fernsehserie, Folge 1x05 „Shame, Shame, Shame“)
- 2011: Law & Order: LA (Fernsehserie, Folge 1x22 „Bruder und Schwester“)
- 2012: Hawaii Five-0 (Fernsehserie, 2 Folgen)
- 2021: CSI: Vegas (Fernsehserie, 2 Folgen)